# 국립 아시아 연구국
국립 아시아 연구국(영어: National Bureau of Asian Research)은 미국 워싱턴주 시애틀에 위치한 비영리 연구 기관이다. 아시아 태평양 정책을 보완하기 위해서 관련 전문가들을 통한 미국과 동부, 중앙, 동남아시아, 남아시아 및 러시아와의 관계에 영향을 미치는 경제, 전략, 정치, 세계화, 건강 및 에너지 문제에 대해 조사한다.